# Zygaena filipendulae
Zygaena (Zygaena) filipendulae (Linnaeus, 1758) è un lepidottero diurno appartenente alla famiglia Zygaenidae, comune in tutta Europa.

## Descrizione
I sessi sono del tutto simili e presentano una apertura alare di circa 30-40 mm. Le ali presentano una colorazione scura, con riflessi metallici con sei punti di colore rosso vivido.

## Sottospecie
Le sottospecie attualmente riconosciute sono 25.
- Z. f. altapyrenaica  le Charles, 1950
- Z. f. arctica  Schneider, 1880
- Z. f. balcanirosea  Holik, 1943
- Z. f. campaniae  Rebel, 1901
- Z. f. duponcheli  Verity, 1921
- Z. f. filipendulae  Linnaeus, 1758
- Z. f. gemella  Marten, 1956
- Z. f. gemina  Burgeff, 1914
- Z. f. gigantea  Rocci, 1913
- Z. f. himmighofeni  Burgeff, 1926
- Z. f. liguris  Rocci, 1925
- Z. f. maior  Esper, 1794
- Z. f. mannii  Herrich-Schäffer, 1852
- Z. f. noacki  Reiss, 1962
- Z. f. oberthueriana  Burgeff, 1926
- Z. f. polygalae  Esper, 1783
- Z. f. praeochsenheimeri  Verity, 1939
- Z. f. pulcherrima  Verity, 1921
- Z. f. pulcherrimastoechadis  Verity, 1921
- Z. f. pyrenes  Verity, 1921
- Z. f. seeboldi  Oberthür, 1910
- Z. f. siciliensis  Verity, 1917
- Z. f. stephensi  Dupont, 1900
- Z. f. stoechadis  Borkhausen, 1793
- Z. f. zarana  Burgeff, 1926

## Galleria d'immagini

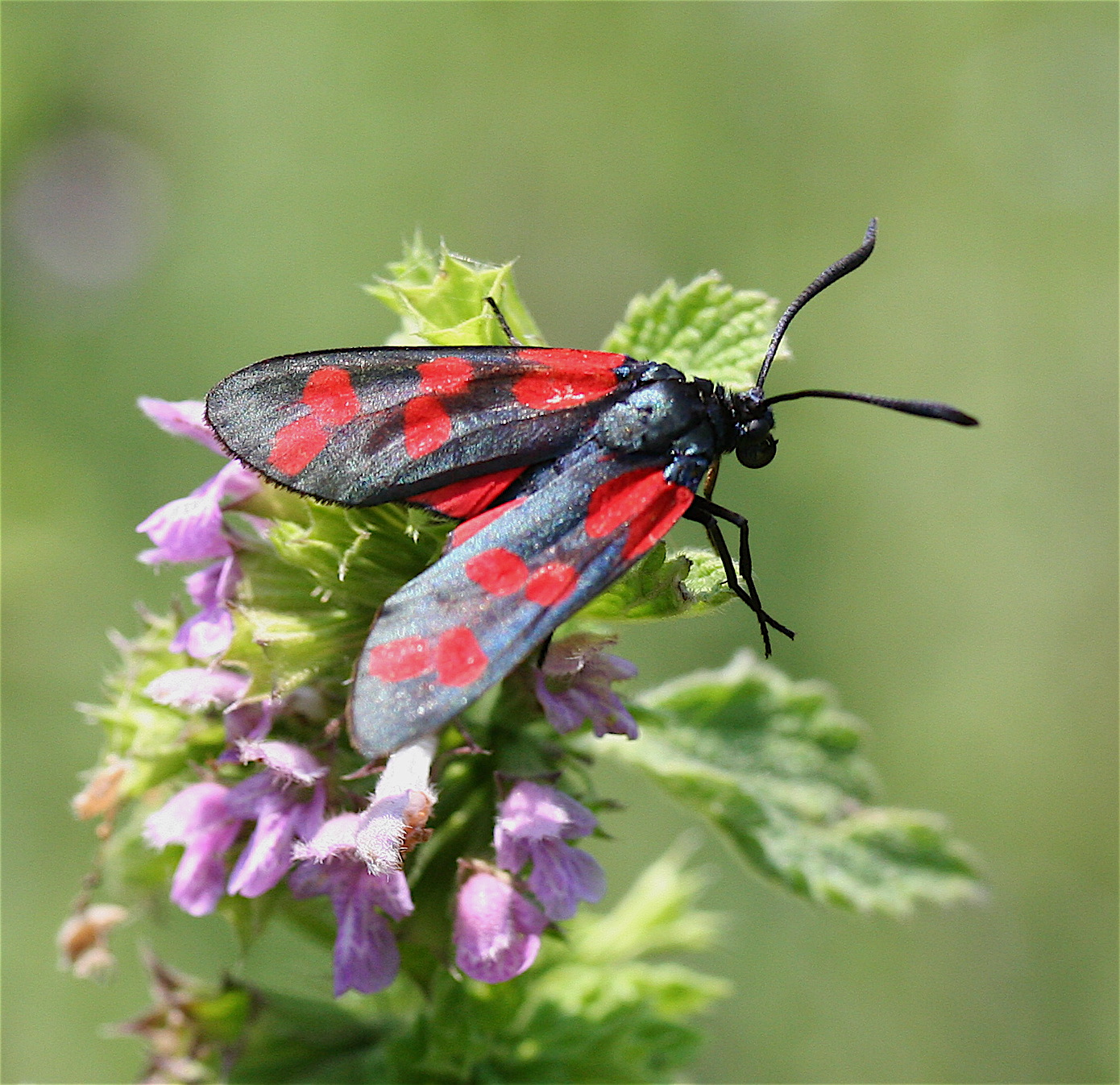
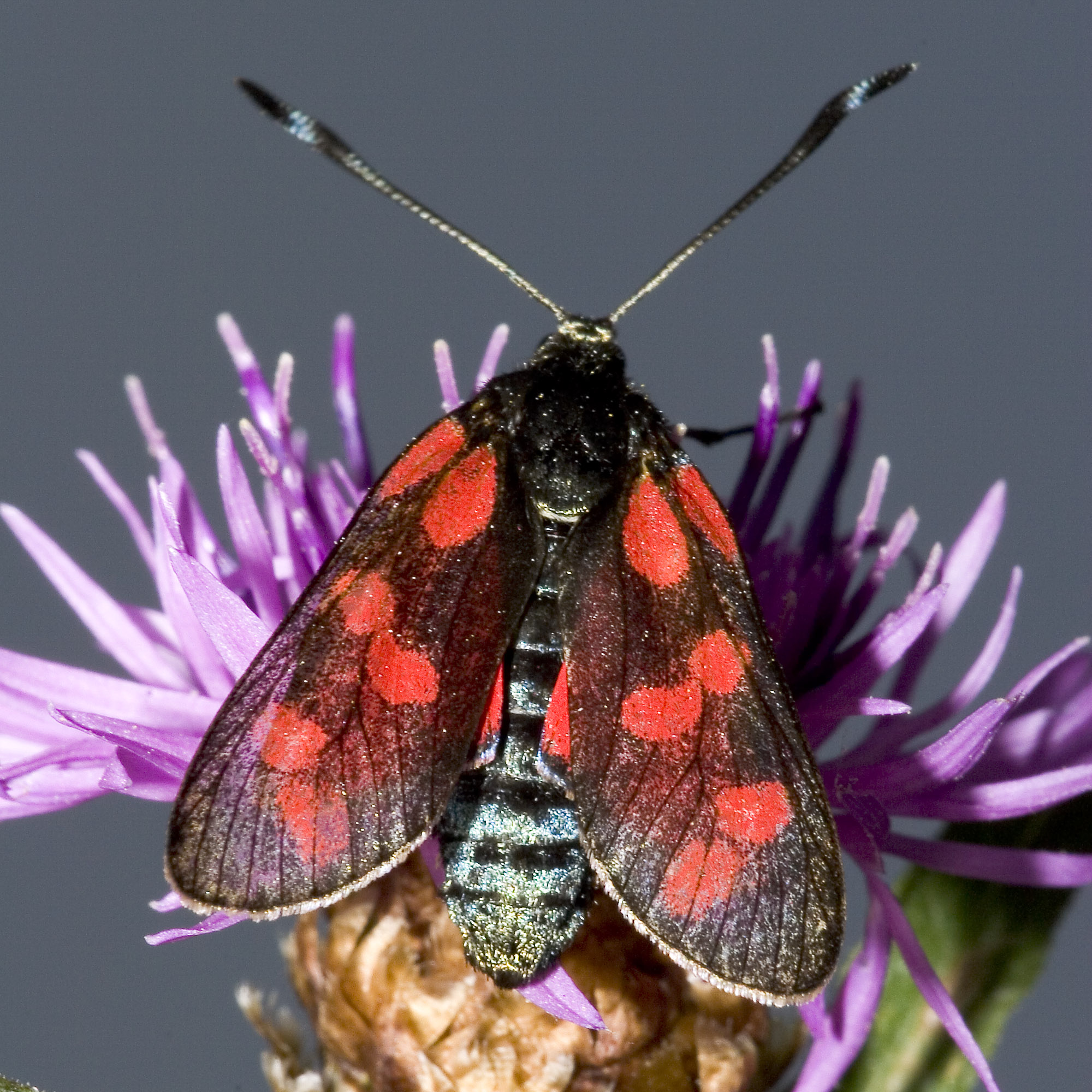
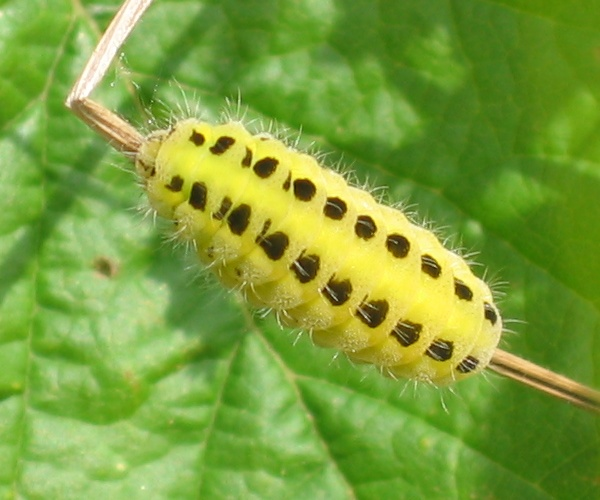
Il bruco di Zygaena filipendulae
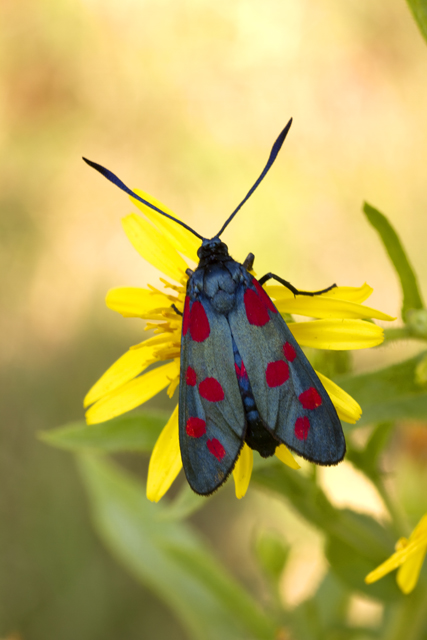
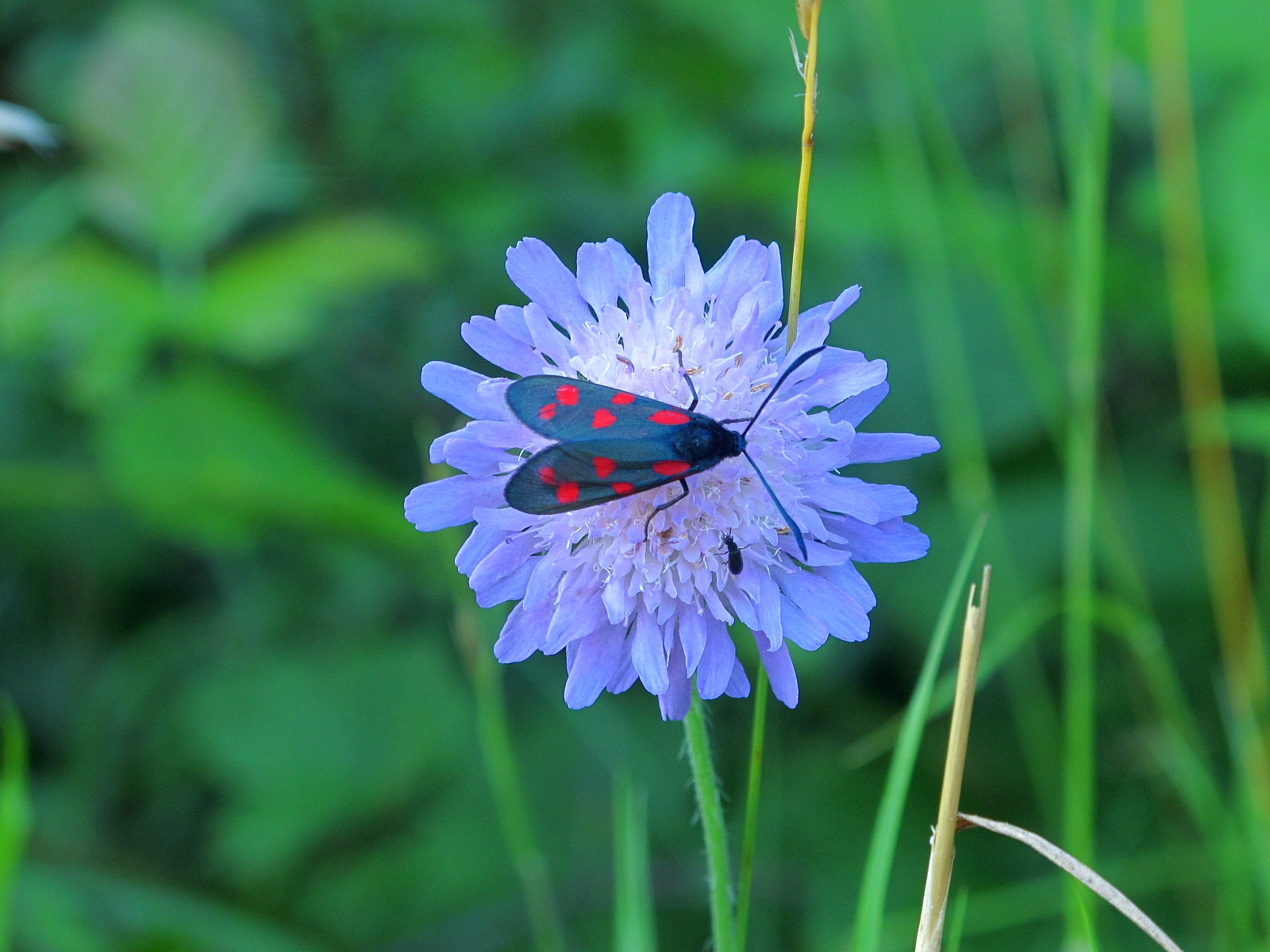
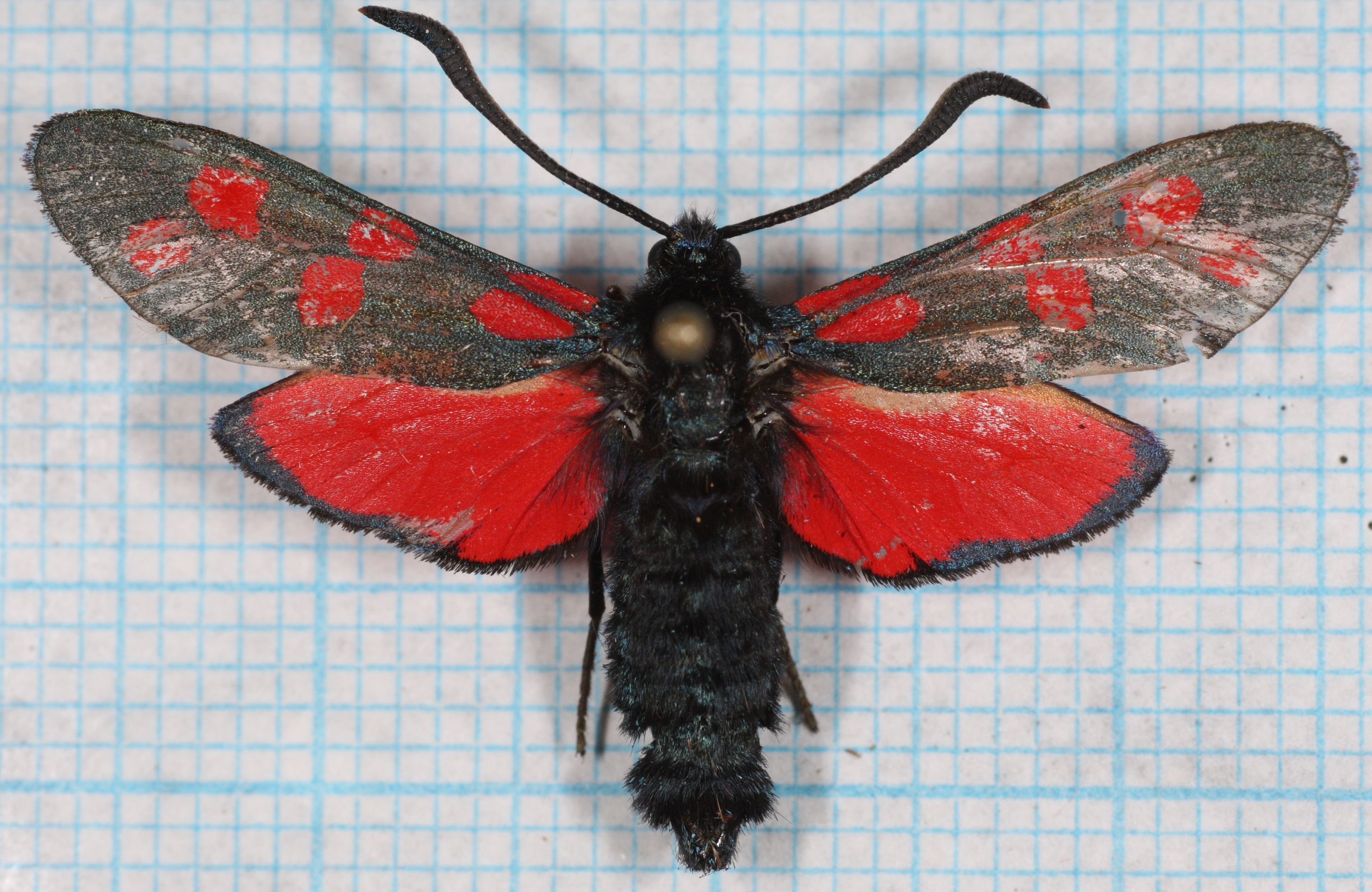